# Antihipertenziv
Antihipertenzivi, tudi antihipertoniki so zdravila za zniževanje povišanega krvnega tlaka (hipertenzije).
Predpisovanje antihipertenzijskih zdravil v Sloveniji in po svetu narašča, in na primer med letoma 2004 in 2008 je v Sloveniji njihova poraba narastla za več kot polovico. Obstajajo številne podskupine zdravil za zdravljenje hipertenzije; med posameznimi
podskupinami pri začetnem uvajanju zdravljenja ni značilnih razlik pri učinkovitosti zdravljenja, razlike pa obstajajo glede varnosti in pogostosti neželenih učinkov.

## Podskupine zdravil
Za zdravljenje povišanega krvnega tlaka se uporabljajo antihipertenzijske učinkovine iz naslednjih skupin:
| Terapevtska podskupina (2. raven ATC)                      | Farmakološka podskupina (3. raven ATC)                                                       | Kemijska podskupina (4. raven ATC)                    | Posamezne učinkovine (5. raven ATC)                                                                       |
| ---------------------------------------------------------- | -------------------------------------------------------------------------------------------- | ----------------------------------------------------- | --- |
| Antihipertenzijska zdravila (C02)                          | antiadrenergiki z osrednjim delovanjem (C02A)                                                | alkaloidi rauvolfije                                  | reserpin                                                                                                  |
|                                                            |                                                                                              | metildopa                                             | L-metildopa                                                                                               |
|                                                            |                                                                                              | agonisti imidazolinskih receptorjev                   | moksonidin, klonidin                                                                                      |
|                                                            | antiadrenergiki s perifernim delovanjem (C02C)                                               | zaviralci adrenergičnih receptorjev alfa              | prazosin, urapidil, doksazosin                                                                            |
|                                                            | zdravila z delovanjem na gladke mišice arterij (C02D)                                        | derivati pirimidina                                   | minoksidil                                                                                                |
|                                                            | druga antihipertenzijska zdravila (C02K)                                                     | druga antihipertenzijskna zdravila                    | bosentan                                                                                                  |
| Diuretiki (C03)                                            | diuretiki dilucijskega segmenta, tiazidni (C03A)                                             | tiazidni diuretiki                                    | hidroklorotiazid                                                                                          |
|                                                            | diuretiki dilucijskega segmenta, brez tiazidov (C03B)                                        | sulfonamidi                                           | klortalidon, ksipamid, indapamid, klopamid                                                                |
|                                                            | diuretiki vhodnega kraka Henleyjeve zanke (C03C)                                             | sulfonamidi                                           | furosemid, torasemid, bumetanid                                                                           |
|                                                            | antikaliuretični diuretiki (varčevalni s kalijem) (C03D)                                     | antagonisti aldosterona                               | spironolakton, eplerenon                                                                                  |
|                                                            |                                                                                              | drugi                                                 | amilorid, triamteren                                                                                      |
| Zaviralci adrenergičnih receptorjev beta (C07)             | zaviralci adrenergičnih receptorjev beta (C07A)                                              | neselektivni zaviralci adrenergičnih receptorjev beta | oksprenolol, propranolol, sotalol, pindolol                                                               |
|                                                            |                                                                                              | selektivni zaviralci adrenergičnih receptorjev beta   | metoprolol, bisoprolol, nebivolol, atenolol, celiprolol                                                   |
|                                                            |                                                                                              | zaviralci adrenergičnih receptorjev alfa in beta      | karvedilol                                                                                                |
| Zaviralci kalcijevih kanalčkov (C08)                       | selektivni zaviralci kalcijevih kanalčkov z delovanjem na žile (C08C)                        | derivati dihidropiridina                              | amlodipin, isradipin, nikardipin, nimodipin, nifedipin, nitrendipin, lacidipin, lerkanidipin, mibefradil  |
|                                                            | selektivni zaviralci kalcijevih kanalčkov z z direktnim delovanjem na prevodni sistem (C08D) | derivati fenilalkilamina                              | verapamil                                                                                                 |
|                                                            |                                                                                              | derivati benzotiazepina                               | diltiazem                                                                                                 |
| Zdravila z delovanjem na renin-angiotenzinski sistem (C09) | zaviralci angiotenzinske konvertaze (C09A in C09B)                                           | zaviralci angiotenzinske konvertaze                   | kaptopril, enalapril, cilazapril, ramipril, zofenopril, perindopril, trandolapril, fozinopril, lizinopril |
|                                                            | antagonisti angiotenzina II (C09C)                                                           | antagonisti angiotenzina II                           | losartan, valsartan, irbesartan, kandesartan, telmisartan, medoksomilolmesartanat                         |
|                                                            | druga zdravila z delovanjem na renin-angiotenzinski sistem (C09X)                            | zaviralci renina                                      | aliskiren                                                                                                 |

## Izbira zdravila
Vsa antihipertenzijska zdravila so v priporočenih odmerkih v monoterapiji približno enako učinkovita. Med seboj se razlikujejo po farmakodinamiki in farmakokinetiki, izražanju neželenih učinkov in po preverjeni učinkovitosti v zmanjšanju srčno-žilne zbolevnosti in umrljivosti. Na izbiro antihipertenzijskega zdravila vplivajo: 
- bolnikovo srčno-žilno tveganje,
- že nastale okvare tarčnih organov, prisotnost klinične srčno-žilne, ledvične in sladkorne bolezni,
- prisotnost drugih bolezni, ki lahko vplivajo na uporabo določenih farmakoloških skupin antihipertezijskih zdravil,
- variabilnost v odzivu na posamezna zdravila iz različnih skupin,
- verjetnost medsebojnega delovanja z zdravili, ki jih bolnik prejema zaradi drugih bolezni,
- pomembnost dokazov o zmanjšanju srčno-žilnega tveganja  za zdravila iz posameznih farmakoloških skupin,
- cena kroničnega zdravljenja, kar pomeni, da ob enakih ostalih pogojih izberemo cenejše zdravilo.[4]

V Sloveniji zdravniki pri svojem delu upoštevajo Slovenske smernice za zdravljenje arterijske hipertenzije. Prve so bile objavljene leta 1999 s posodobitvami v letih 2003 in 2007, v okviru Smernic za preprečevanje bolezni srca in žilja v klinični praksi pa so bile posodobljene tudi v letu 2009.
Kot prvo izbiro smernice priporočajo diuretike, zaviralce adrenergičnih receptorjev beta, zaviralce kalcijev kanalčkov in zdravila z delovanjem na renin-angiotenzinski sistem, medtem ko kot prvo izbiro v monoterapiji primarne arterijske hipertenzije odsvetujejo predpisovanje večine zdravil iz podskupine antihipertenzijskih zdravil skupine ATC C02 in antagonistov aldosterona.
Zdravljenje povišanega krvnega tlaka se lahko začne z enim zdravilom (monoterapija) v majhnem začetnem odmerku. Če ni želenega nadzora krvnega tlaka, se odmerek zveča do največjega smiselnega odmerka ali pa se zdravilo zamenja z zdravilom iz druge farmakološke skupine. Taka zamenjava je potrebna vedno, kadar ni nobenega učinka prvo izbranega zdravila ali pa le-to povzroča neželene učinke. Večina bolnikov pa prejema kombinacijo dveh ali več zdravil. Potreba po kombiniranem zdravljenju je večja pri bolnikih z večjim srčno-žilnim tveganjem (na primer ob sočasni sladkorni ali ledvični bolezni). Antihipertenzijska zdravila iz različnih farmakoloških skupin se lahko med seboj kombinirajo, kadar:
- imajo različen in komplementaren ali aditiven način učinkovanja,
- je dokazano, da je kombinacija učinkovitejša od posameznih zdravil in
- je kombinacija varnejša oz. jo bolniki laže prenašajo.

Kombinacijsko zdravljenje je navadno boljša izbira kot večanje odmerka v monoterapiji do največjega dopustnega.